# Суйкова
Суйкова (пол. Sójkowa) — село в Польщі, у гміні Єжове Ніжанського повіту Підкарпатського воєводства.
Населення — 507 осіб (2011).
У 1975-1998 роках село належало до Тарнобжезького воєводства.

## Демографія
Демографічна структура станом на 31 березня 2011 року:
|          | Загалом | Допрацездатний вік | Працездатний вік | Постпрацездатний вік |
| -------- | ------- | ------------------ | ---------------- | -------------------- |
| Чоловіки | 260     | 65                 | 168              | 27                   |
| Жінки    | 247     | 64                 | 134              | 49                   |
| Разом    | 507     | 129                | 302              | 76                   |